# Шаста (приток Ухты)
Шаста — река в России, протекает по территории Онежского района Архангельской области. Длина реки — 28 км, площадь водосборного бассейна — 198 км².
Река берёт начало из заболоченного озера Чёрного на высоте 69,2 над уровнем моря.
Течёт преимущественно в северо-северо-западном направлении по заболоченной местности.
Река в общей сложности имеет 16 притоков (длиной менее 10 км) суммарной длиной 37 км. Крупнейший приток Шасты — Соркручей — впадает на девятом километре по правому берегу.
Втекает на высоте 4,4 м над уровнем моря в реку Ухту, которая, в свою очередь, впадает в реку Нименьгу, впадающую в Онежскую губу Белого моря (Поморский берег).
Населённые пункты на ручье отсутствуют.
В нижнем течении Шаста пересекает линию железной дороги Беломорск — Обозерская.
Код объекта в государственном водном реестре — 03010000212102000007780.